# Amphibienlaichgebiete von nationaler Bedeutung im Kanton Freiburg
Hier sind alle Amphibienlaichgebiete von nationaler Bedeutung im Kanton Freiburg aufgelistet. Diese Amphibienlaichgebiete im Kanton Freiburg sind in der Schweiz durch Bundesverordnung geschützt und Teil des Bundesinventars der Amphibienlaichgebiete von nationaler Bedeutung (französisch Inventaire fédéral des sites de reproduction de batraciens d’importance nationale, italienisch Inventario federale dei siti di riproduzione di anfibi di importanza nazionale, romanisch Inventari federal dals territoris da frega d’amfibis d’impurtanza naziunala). Die Europäische Umweltagentur (European Environment Agency) koordiniert die Daten der europäischen Mitglieder. Die inventarisierten Amphibienlaichgebiete der Schweiz führen in der internationalen Datenbank den Code «CH05».

## Gefährliche Wanderung

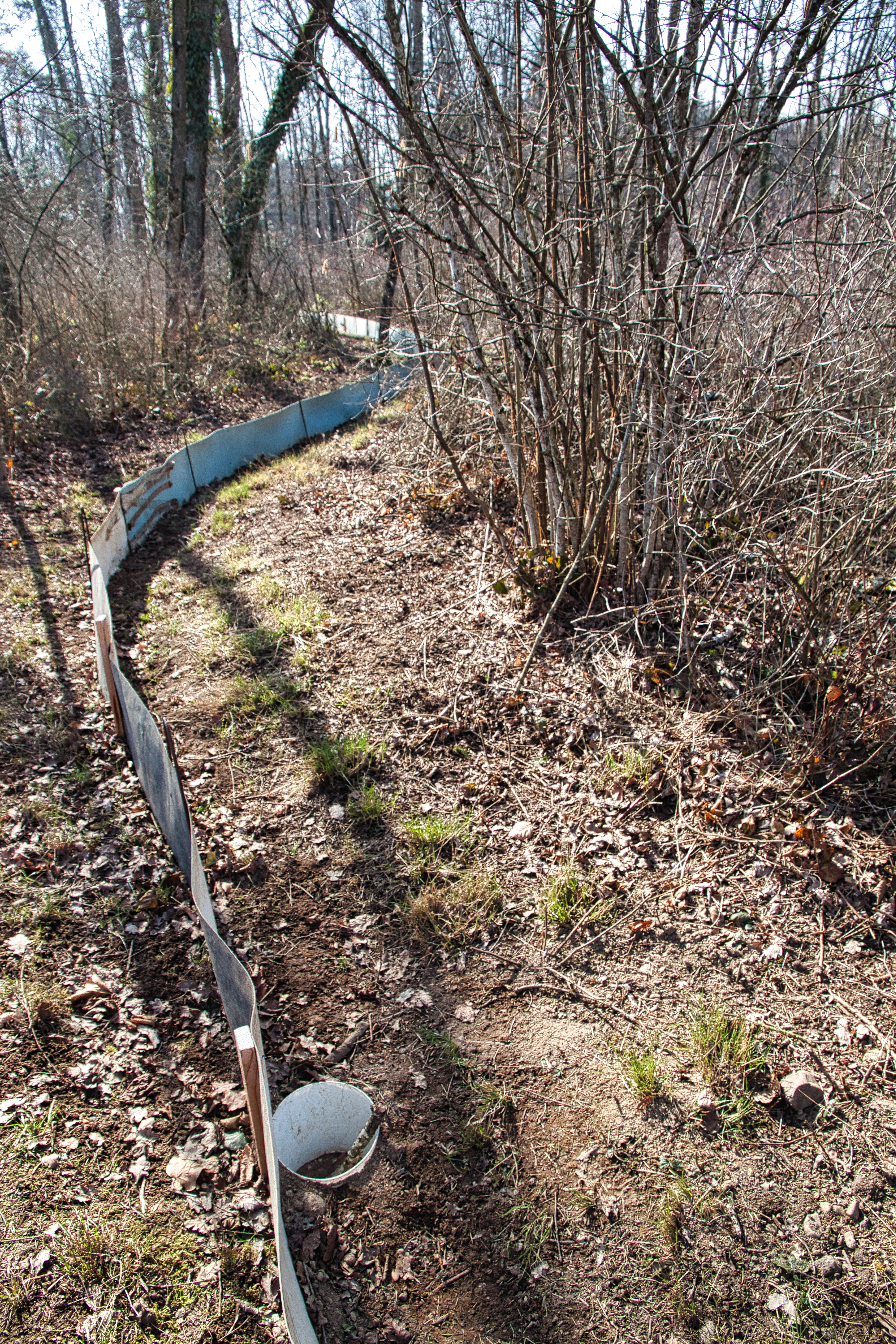
Der temporär aufgestellte Amphibizaun verhindert, dass die Populationen der verschiedenen Arten auf ihrer jährlichen Wanderung zu den Laichplätzen stark dezimiert werden und ihr Nachwuchs gefährdet ist.

Die Mehrheit der Amphibienarten verbringen die meiste Zeit des Jahres nicht in Feuchtgebieten, sondern im Wald, wo sie vor Frost geschützt zwischen Wurzeln, unter einer Laubdecke oder in einem Erdloch überwintern. Gegen Ende Februar, wenn die Temperatur über fünf Grad steigt und regnerisches Wetter herrscht, brechen die Amphibien zu ihrer nächtlichen Wanderung auf, um ihre Laichplätze an einem Stillgewässer aufzusuchen. Auf dem Weg dorthin müssen sie oft Strassen überqueren. Der Verkehr stellt für Amphibien eine grosse Gefahr dar, der jeden Frühling zahlreiche Tiere zum Opfer fallen. Darum werden vielerorts sogenannte Amphibienzäune aufgestellt, die den Tieren den direkten Weg versperren und sie in eine Art Fallgrube, meist einen Eimer,  lenken, aus der die gefangenen Tiere am kommenden Morgen von Helferinnen und Helfern befreit werden. Dabei werden die Tiere identifiziert, gezählt und anschliessend gefahrlos über die Strasse gebracht, wo sie ihre Wanderung fortsetzen können. Bei der Installation der Schutzzäune ist darauf zu achen, dass für die Rückwanderung der Amphibien Lücken offen bleiben. Denn manche Amphibien wie etwa die Frösche kehren wenige Tage nach dem Laichen wieder zurück in ihren Lebensraum im Wald. Andere Arten wie beispielsweise die Molche bleiben noch mehrere Monate im Feuchtgebiet.
Das Ökobüro Natura Consultus leitet und kontrolliert diese Schutzaktion im Auftrag des kantonalen Amts für Wald und Natur. Insgesamt kanalisieren 16 Schutzzäune mit einer Gesamtlänge von rund sechs Kilometer im Kanton Freiburg die Amphibienwanderung temporär während einiger Wochen. Den Aufbau der temporären Zäune besorgen Vereine wie der Verein für aktive Arbeitsmassnahmen in Düdingen und Private wie die ORS Service AG, die Asybewerberinnen und -bewerber engagiert.

## IUCN-Kategorie
Die Amphibienlaichgebiete von nationaler Bedeutung in der Schweiz sind in der IUCN-Kategorie IV registriert. Diese umfasst Biotop- und Artenschutzgebiete mit einem Management, das ein gezieltes Monitoring und regelmässige Eingriffe zur Erhaltung des Schutzgebietes vorsieht, wie beispielsweise zur Verhinderung der Verbuschung und Verwaldung.

## Schutzziele
Ziel der Amphibienlaichgebiete-Verordnung (AlgV) ist der Artenschutz von Amphibien. Diese sind seit 1967 bundesrechtlich geschützt und gehören zu den am stärksten gefährdeten Artengruppen des Landes. Die Gebiete sind zudem offiziell ausgewiesene Schutzgebiete in Natur- und Landschaftsschutz. Die Aufstellung entspricht der Common Database on Designated Areas der Europäischen Umweltagentur (EEA). Die letzte Aufnahme eines Gebiets erfolgte 2017.

## Liste der Amphibienlaichgebiete
| Objekt (Swisstopo) | Gebietsname Lokalität            | Standort- gemeinde | CDDA- Sitecode    | Fläche in ha                      | Koordinate                                | Jahr der Ausweisung                       | Bild                                      |
| ------------------ | -------------------------------- | --- | ----------------- | --------------------------------- | ----------------------------------------- | ----------------------------------------- | ----------------------------------------- |
| FR-5               | Les Grèves, Gletterens-Portalban | Delley-Portalban, Gletterens | 347415            | 183,22 ha                         | ⊙                                         | 2001                                      | Bild gesucht BW                           |
| FR-10              | La Russille, Vers les Gours      | Montagny, Prez-vers-Noréaz | 555596968         | 26,55 ha                          | ⊙                                         | 2001, rev. 2017                           | Bild gesucht BW                           |
| FR-35              | Poutes Paluds                    | Val-de-Charmey | 347413            | 1,72 ha                           | ⊙                                         | 2002                                      | Bild gesucht BW                           |
| FR-43              | Le Liti                          | Bas-Intyamon | 347414            | 0,47 ha                           | ⊙                                         | 2001                                      | Bild gesucht BW                           |
| FR-52              | Gros Chadoua                     | Grandvillard | 347416            | 1,05 ha                           | ⊙                                         | 2001                                      | Bild gesucht BW                           |
| FR-59              | Le Lity                          | Haut-Intyamon | 347427            | 1,02 ha                           | ⊙                                         | 2001                                      | Bild gesucht BW                           |
| FR-88              | Le Taconnet                      | Ependes, Ferpicloz, Le Mouret | 347419            | 20,69 ha                          | ⊙                                         | 2001                                      | Bild gesucht BW                           |
| FR-89              | Le Mouret                        | Le Mouret | 347411            | 5,63 ha                           | ⊙                                         | 2001, 2017                                | Bild gesucht BW                           |
| FR-99              | La Tuilerie                      | Autigny, Cottens, La Brillaz | 347421            | 17,04 ha                          | ⊙                                         | 2001                                      | Bild gesucht BW                           |
| FR-100             | Les Nex                          | La Brillaz | 347507            | 2,09 ha                           | ⊙                                         | 2001                                      | Bild gesucht BW                           |
| FR-102             | Les Dailles                      | Gibloux | 347524            | 2,13 ha                           | ⊙                                         | 2001                                      | Bild gesucht BW                           |
| FR-115             | Sur Plan, Les Cases              | Gibloux | 347524            | 1,71 ha                           | ⊙                                         | 2001                                      | Bild gesucht BW                           |
| FR-132             | Auried                           | Kleinbösingen | 347499            | 27,77 ha                          | ⊙                                         | 2001                                      |                                           |
| FR-133             | Ehemalige Kiesgrube Reben        | Gurmels | 347500            | 0,90 ha                           | ⊙                                         | 2001                                      | Bild gesucht BW                           |
| FR-144             | Saaneboden                       | Bösingen, Düdingen, Kleinbösingen                                                                                                  | 347500            | 9,11 ha                           | ⊙                                         | 2001                                      | Bild gesucht BW                           |
| FR-145             | Stöckholz                        | Düdingen | 347502            | 5,11 ha                           | ⊙                                         | 2001                                      | Bild gesucht BW                           |
| FR-147             | Düdinger Möser                   | Düdingen | 347503            | 71,06 ha                          | ⊙                                         | 2001                                      |                                           |
| FR-161             | Rohrmoos                         | Plaffeien | 347504            | 9,06 ha                           | ⊙                                         | 2001                                      | Bild gesucht BW                           |
| FR-166             | Nümatt                           | Plasselb | 347514            | 0,78 ha                           | ⊙                                         | 2001                                      | Bild gesucht BW                           |
| FR-170             | Entenmoos                        | Rechthalten | 347506            | 8,81 ha                           | ⊙                                         | 2001                                      |                                           |
| FR-200             | Rathvel                          | Châtel-Saint-Denis | 555596970         | 15,09 ha                          | ⊙                                         | 2001, 2017                                | Bild gesucht BW                           |
| FR-201             | Lac des Joncs                    | Châtel-Saint-Denis | 347498            | 1,55 ha                           | ⊙                                         | 2001                                      | Bild gesucht BW                           |
| FR-210             | La Grève, La Grande Gouille      | Estavayer | 347508            | 30,31 ha                          | ⊙                                         | 2001                                      | Bild gesucht BW                           |
| FR-211             | La Grève, Autavaux, Forel        | Estavayer | 347509            | 107,76 ha                         | ⊙                                         | 2001                                      | Bild gesucht BW                           |
| FR-214             | Les Grèves, Cheyres sud          | Cheyres-Châbles | 347510            | 28,39 ha                          | ⊙                                         | 2001                                      | Bild gesucht BW                           |
| FR-215             | Les Grèves, Cheyres-Font         | Cheyres-Châbles, Estavayer | 347511            | 189,92 ha                         | ⊙                                         | 2001                                      | Bild gesucht BW                           |
| FR-216             | Ancienne carrière Les Saus       | Cheyres-Châbles | 347512            | 1,37 ha                           | ⊙                                         | 2003                                      | Bild gesucht BW                           |
| FR-217             | Pra-les-Bous                     | Belmont-Broye, Montagny | 347446            | 20,48 ha                          | ⊙                                         | 2001, 2017                                | Bild gesucht BW                           |
| FR-218             | Overesses                        | Courtepin | 347531            | 0,84 ha                           | ⊙                                         | 2001                                      | Bild gesucht BW                           |
| FR-220             | Petite Sarine                    | Arconciel, Gibloux, Hauterive, Marly, Pont-la-Ville, Treyvaux                                                                      | 347478            | 401,16 ha                         | ⊙                                         | 2001, 2017                                |                                           |
| FR-224             | Pré aux Boeufs                   | Mont-Vully | 555596971         | 4,79 ha                           | ⊙                                         | 2017                                      | Bild gesucht BW                           |
| FR-276             | Vuibroye                         | Ecublens, Rue | 347412            | 1,74 ha                           | ⊙                                         | 2001                                      | Bild gesucht BW                           |
| FR-411             | Krümmi                           | Ried bei Kerzers | 555596972         | 6,11 ha                           | ⊙                                         | 2017                                      | Bild gesucht BW                           |
| FR-503             | Ärgera                           | Giffers, Marly, Pierrafortscha, Plasselb, St. Silvester, Tentlingen, Villarsel-sur-Marly                                           | 555596974         | 173,89 ha                         | ⊙                                         | 2001                                      |                                           |
| FR-541             | Hinterem Horn                    | Galmiz, Mont-Vully | 555596975         | 17,49 ha                          | ⊙                                         | 2001                                      | Bild gesucht BW                           |
| BE-100             | Sense- und Schwarzwassergräben   | FR: Alterswil, Heitenried, Plaffeien, St. Antoni, Ueberstorf BE: Guggisberg, Köniz, Neuenegg, Oberbalm, Rüeggisberg, Schwarzenburg | 555596951         | 1374,17 ha (1016.89 BE 357,28 FR) | ⊙                                         | 2017                                      | Bild                                      |
| 36                 | Objekte insgesamt                | Objekte insgesamt | Objekte insgesamt | 2'770,98                          | ha Gesamtfläche der Amphibienlaichgebiete | ha Gesamtfläche der Amphibienlaichgebiete | ha Gesamtfläche der Amphibienlaichgebiete |

## Belege
1. ↑  Designation type: Bundesinventar der Amphibienlaichgebiete von nationaler Bedeutung. European Environment Agency, abgerufen am 10. November 2022.
2. ↑  Tanja Nösberger: Ein VAM-Einsatz zum Schutz der Amphibien. In: Freiburger Nachrichten. 1. März 2023, S. 6.
3. ↑  CDDA-Datenbank

- Karte mit allen Koordinaten:
- OSM |
- WikiMap